# Kanton Sedan-2
Der Kanton Sedan-2 ist ein französischer Wahlkreis im Département Ardennes in der Region Grand Est. Er umfasst einen Teilbereich der Stadt Sedan und sieben weitere Gemeinden im  Arrondissement Sedan. Durch die landesweite Neuordnung der französischen Kantone wurde er 2015 neu geschaffen.

## Gemeinden
Der Kanton besteht aus acht Gemeinden und Gemeindeteilen mit insgesamt 11.001 Einwohnern (Stand: 1. Januar 2022) auf einer Gesamtfläche von 80,12 km²:
| Gemeinde       | Einwohner 1. Januar 2022 | Fläche km² | Dichte Einw./km² | Code INSEE | Postleitzahl |
| -------------- | ------------------------ | ---------- | ---------------- | ---------- | ------------ |
| Fleigneux      | 223                      | 13,65      | 16               | 08170      | 08200        |
| Floing         | 2.277                    | 7,43       | 306              | 08174      | 08200        |
| Givonne        | 1.055                    | 14,04      | 75               | 08191      | 08200        |
| Glaire         | 824                      | 6,46       | 128              | 08194      | 08200        |
| Illy           | 416                      | 15,60      | 27               | 08232      | 08200        |
| La Chapelle    | 163                      | 7,52       | 22               | 08101      | 08200        |
| Saint-Menges   | 934                      | 12,21      | 76               | 08391      | 08200        |
| Sedan          | 5.109                    | 3,21       | 1.592            | 08409      | 08200        |
| Kanton Sedan-2 | 11.001                   | 80,12      | 137              | 0815       | –            |

1. ↑   Nur der nordwestliche Teil der Gemeinde, der Rest verteilt sich auf die Kantone Sedan-1 und Sedan-3.

## Politik
| Vertreter im Departementrat | Vertreter im Departementrat | Vertreter im Departementrat |
| Amtszeit                    | Namen                       | Partei                      |
| --------------------------- | --------------------------- | --------------------------- |
| 2015–2021                   | Anne Dumay Thierry Maljean  | DVD LR                      |
| 2021–                       | Anne Dumay Thierry Maljean  | DVD LR                      |